# Distrito de Sōya
Sōya (宗谷郡 -gun?) es un distrito localizado en la Subprefectura de Sōya, Hokkaidō, Japón.

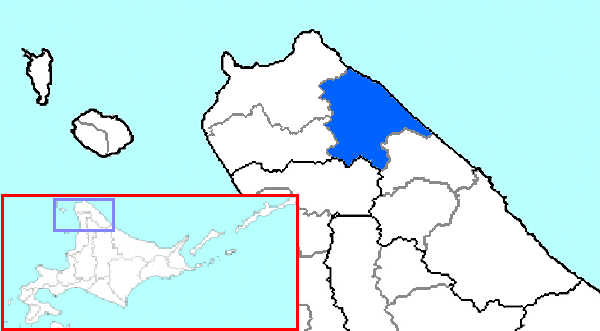
Área del distrito de Sōya en la Subprefectura de Sōya.

En el año 2004, el distrito tenía una población estimada de 2.925 personas y una densidad de población de 4,96 personas por kilómetro cuadrado. Su área total es de 590 km².
- Datos: Q1185957